# Stora vokalskiftet i engelskan
Stora vokalskiftet i engelskan (engelska: Great Vowel Shift) var en serie ljudförändringar som påverkade uttalet av långa vokaler i medelengelskan under perioden mellan Chaucer (1400-tal) och Shakespeare (född 1564). Ljudförändringarna är ett välkänt exempel på en så kallad kedjeförskjutning (engelska: chain shift) där en ljudförändring orsakar nästa, som orsakar nästa, i en serie av besläktade ljudskridningar.
Ljudförändringarna innebar att långa vokaler höjde sitt artikulationsställe, och de högsta vokalerna diftongerades i en så kallad push chain (ungefär ’tryckkedja’) där /ɑː/ > /æː/ > /ɛː/ > /eː/ > /iː/ > /aɪ/ i de främre vokalerna, respektive /ɔː/ > /oː/ > /uː/ > /aʊ/ i de bakre.
| Medelengelska | Chaucer | Shakespeare | Modern engelska | Ljudförändring | Svenska               |
| ------------- | ------- | ----------- | --------------- | -------------- | --------------------- |
| biten         | /biːtə/ | /bəit/      | /baɪt/          | iː > əi > ai   | ’bita’                |
| bete          | /beːtə/ | /bīt/       | /bi(ː)t/        | eː > iː        | ’beta’                |
| mete          | /mɛːt/  | /meːt/      | /mi(ː)t/        | ɛː > eː > iː   | ’kött’                |
| bete          | /bæːt/  | /beːt/      | /bi(ːt)/        | æː > eː > iː   | ’slå’                 |
| name          | /naːmə/ | /næːm/      | /neɪm/          | aː > æː > eɪ   | ’namn’ (även ’nämna’) |
| hous          | /huːs/  | /həus/      | /haʊs/          | uː > əu > aʊ   | ’hus’ (även ’hos’)    |
| boote         | /boːt/  | /buːt/      | /bu(ː)t/        | oː > uː        | ’känga’               |
| boat          | /bɔːt/  | /boːt/      | /boʊt/          | ɔː > oː > oʊ   | ’båt’                 |